# Lucas Gomes Fonseca Barreto
Lucas Gomes Fonseca Barreto (São Gonçalo, 18 de fevereiro de 2002) é um futebolista brasileiro que atua como goleiro. Atualmente joga pelo Atlético Goianiense.

## Carreira

### Botafogo
Nascido em São Gonçalo, iniciou a carreira nas categorias de base do Flamengo, mas em 2021 passou a defender a base do Botafogo.
Lucas assinou seu primeiro contrato profissional com o Fogão em 28 de setembro de 2021, com duração de até o final de 2022.
Na Copinha de 2022, recuperado da Covid-19, Lucas Barreto teve grande destaque no time após a classificação do clube para as oitavas de finais contra o Taubaté, onde pegou dois pênaltis nas cobranças.

#### Santo André
Em maio de 2023, Barreto foi emprestado ao Santo André, onde não conseguiu atuar em nenhuma partida profissionalmente, voltando ao Botafogo no começo da temporada de 2024.
Barreto nunca teve uma chance de estrear pelo Glorioso, sendo relacionado em 5 jogos em 2024. Lucas Barreto ganhou a Copa Libertadores e o Brasileirão Série A pela equipe em 2024.

### Atlético Goianiense
Em 11 de janeiro de 2025, o Atlético-GO acertou com o goleiro, assinando um contrato de um ano. Em 20 de janeiro, ele foi anunciado pelo clube.

## Títulos

#### Botafogo
- Copa Libertadores da América: 2024[carece de fontes?]
- Brasileirão Série A: 2024[carece de fontes?]